# 818
Năm 818 là một năm trong lịch Julius.